# Чжун юн
«Чжун юн» (кит. трад. 《中庸》, пиньинь zhōng yōng — «Срединное и неизменное», «[Учение] о срединном и неизменном [Пути]»,  «Учение о середине») — конфуцианский трактат, входящий в «Четверокнижие». Как таковой, составлял основу китайского образования с 1313 по 1905 гг.: заучивался наизусть молодежью, претендовавшей на участие в государственных экзаменах, начиная с 8-летнего возраста. При этом «Чжун юн» характеризуется как «возможно, наиболее философский среди всего текстуального наследия конфуцианства» (Чэнь Юн-цзе).

## Авторство и категоризация
Согласно «Ши цзи», автором «Чжун юн» является Цзысы (子思, ок. 481-402 до н. э.), единственный внук Конфуция. Однако упоминание «унификации письменности и ширины оси у телег», а также горы Хуа (пров. Шэньси, вместо горы Тай, что было бы более естественно, так как последняя находится на родине Цзысы, в совр. провинции Шаньдун) указывают, что завершение текста пришлось на позднюю доимперскую эпоху и династию Цинь (221—206 до н. э.).
Текст, вероятно циркулировавший независимо на раннем этапе создания, был включен редакторами эпохи Хань в сборник «Ли цзи». Он относится к конфуцианской традиции (не менее семи параллелей с «Аналектами» («Лунь юй») Конфуция и одна глава, полностью цитирующая раздел «Мэнцзы»). При этом, исследование Цянь Му (錢穆, 1895-1990) указывает на переклички «Чжун юн» с «Чжуан-цзы» и даосизмом.
Среди авторов комментариев к «Чжун юн» был император Лян У-ди (правл. 502-549; текст не сохранился), а также, примечательным образом, буддийский монах Ци Сун (契嵩, 1007-72). Высокого мнения об этом тексте был также монах Чжи Юань (智圓, 976-1022).

## Содержание
Текст состоит из 3 544 иероглифов и т.о. является одним из наиболее коротких в конфуцианском каноне. Он носит афористичную форму, которая стала причиной разночтений в его разделении на более мелкие компоненты, от 36-и в двух частях (Чжэн Сюань 郑玄, 127-200) до 12-и (Ли Гуанди 李光地, 1642-1718).
Опорными понятиями текста являются цзюнь-цзы 君子 (добродетельный, образованный человек) и чэн 誠 (искренность, в контексте трактата также переводимо как «целостность»).

## Ключевые утверждения и постулаты

### 1. Важность Чжун Юн
- Чжун Юн как высшая добродетель: Чжун Юн представлен как высшая добродетель, редко достижимая, но необходимая для гармоничной жизни. Он рассматривается как путь к становлению искренним и подлинным человеком.
- Чжун Юн как естественное и универсальное: Текст предполагает, что Чжун Юн присущ естественному порядку вселенной и применим ко всем вещам, а не только к человеческому поведению.

### 2. Определение Чжун Юн
- Равновесие и гармония: Чжун Юн заключается в нахождении соответствующего баланса между крайностями. Это не жесткая середина, а динамическое равновесие, которое реагирует на конкретные ситуации.
- Последовательность и постоянство: Чжун Юн предполагает поддержание последовательной и непоколебимой приверженности добродетели, даже перед лицом трудностей или искушений.

### 3. Достижение Чжун Юн
- Самосовершенствование: Текст подчеркивает важность самосовершенствования посредством обучения, размышления и практики. Он предполагает, что люди должны активно стремиться развивать такие добродетели, как искренность, почтение и благожелательность.
- Знание "середины": Достижение Чжун Юн требует понимания правильного образа действий в каждой ситуации. Это включает в себя тщательное рассмотрение контекста и потенциальных последствий своих действий.

### 4. Чжун Юн на практике
- Сыновняя почтительность: Текст подчеркивает важность сыновней почтительности, или уважения к своим родителям и предкам, как фундаментального выражения Чжун Юн.
- Социальная гармония: Чжун Юн рассматривается как важный фактор для поддержания социальной гармонии и благого управления. Считается, что правители, воплощающие Чжун Юн, создают справедливое и процветающее общество.

### 5. Метафизические аспекты
- Небо и человечество: "Доктрина середины" исследует взаимосвязь между Небом (Тянь), конечным источником порядка и морали, и человечеством. Он предполагает, что люди обладают потенциалом участвовать в творческом процессе Неба посредством культивирования Чжун Юн.
- Искренность (Чэн): Искренность представлена как ключевая концепция в достижении Чжун Юн. Она включает в себя верность себе и согласование своих внутренних мыслей и чувств со своими внешними действиями.

## Ключевые цитаты
- "Благородный муж воплощает путь Середины; низкий человек действует вопреки пути Середины."
- "Чжун Юн — это великий корень, из которого произрастают все человеческие действия в мире."
- "Искренность — это путь Неба. Достижение искренности — это путь людей."

## Переводы
- Конфуцианский трактат «Чжун юн». Переводы и исследования: антология / сост. А. Лукьянов. — М.: Восточная литература, 2003. — 248 с. — (Китайский классический канон в русских переводах). — ISBN 5020183253